# 小田柿悠太
小田柿 悠太（おだがき ゆうた、1984年7月29日 - ）は、日本の男性声優。神奈川県出身。81プロデュース所属。

## 人物
神奈川県の湘南出身。
ゲーム『ファイナルファンタジーVII』のクラウド・ストライフがきっかけで声優を目指した。2020年には『ファイナルファンタジーVII リメイク』に出演しているが、小田柿は個人的に「関わりたい」と思っていたため、その出演依頼があった時は震えていたという。
元歯科技工士。
趣味・特技はフリースタイルフットボール、料理、フットサル、ボイスパーカッション。
養成所の同期に米内佑希、白井悠介がいる。

## 出演
太字はメインキャラクター。

### 劇場アニメ
- 劇場版 戦国BASARA -The Last Party-（2011年、兵）
- 伏 鉄砲娘の捕物帳（2012年）
- 劇場版 弱虫ペダル（2015年、辻[19]）
- リトルウィッチアカデミア 魔法仕掛けのパレード（2015年、客）
- KING OF PRISM by PrettyRhythm（2016年、エーデル生）
- 劇場版マジェスティックプリンス 覚醒の遺伝子（2016年、ディエゴ）

### OVA
- 姫ギャル♥パラダイス（2011年、怖い人2）
- ひぐらしのなく頃に拡 〜アウトブレイク〜（2013年、キャスター）

### Webアニメ
- 武装中学生（2011年、鶴見タロウ）
- ベイウォーリアーズ サイボーグ（2015年、ラッセル、住民C、貴族B 他）
- 爆丸ジオガンライジング（2021年、シャークター[20]）
- 爆丸エボリューションズ（2023年、シャークター）

### ゲーム
2012年
- カレフォン（渡辺聡輔）
- 幻想水滸伝 紡がれし百年の時（ダグズマ、サウ・ジン、ビーアーガ）

2015年
- ザクセスヘブン（宝澪院君久、井戸塚顕正）
- ポポロクロイス牧場物語（町の住人）

2018年
- Sdorica（オースタ）

2019年
- ドラゴンクエストXI 過ぎ去りし時を求めて S（ブブーカ）

2020年
- ファイナルファンタジーVII リメイク

2021年
- バディミッション BOND（トレヤ）

2022年
- 北斗の拳 LEGENDS ReVIVE（2022年 - 2024年、黒夜叉）

2023年
- ファイナルファンタジーXVI

2024年
- グランブルーファンタジー リリンク

### BLCD
- 恋惑星へようこそ（2013年[27]）
- 愛は金なり（2019年、間脇[28]）

### デジタルコミック
- VOMIC 僕のヒーローアカデミア（2015年、デステゴロ）
- デブとラブと過ちと!（2022年、細井）

### 吹き替え

#### 映画
2011年
- レッド・バロン

2012年
- タイタンの逆襲（村人2 他）
- パーフェクト・センス
- ホビット 思いがけない冒険（ゴブリン）

2013年
- 悪魔のいけにえ レザーフェイス一家の逆襲（ケニー）
- キャビン（ホールデン・マクレア〈ジェシー・ウィリアムズ〉）
- スマーフ2 アイドル救出大作戦!（パン焼きスマーフ〈B・J・ノヴァク〉）
- プレイス・ビヨンド・ザ・パインズ/宿命
- リターン・トゥ・ベース（ソッキョン）
- REDリターンズ（FBI捜査官）
- ワイルド・スピード EURO MISSION（フィルツ〈トゥーレ・リントハート〉 他）

2014年
- 大統領の執事の涙 ※ソフト版
- 天国は、ほんとうにある
- バレット・オブ・ラヴ ※DVD版
- ビッグ・ガン（ドメニコ）※2014年新録版
- +1［プラスワン］
- マンデラ 自由への長い道
- ムーンライズ・キングダム

2015年
- アメリカン・スナイパー（ジェフ・カイル〈キーア・オドネル〉 他）
- カリフォルニア・ダウン（ベン・テイラー〈ヒューゴ・ジョンストーン＝バート〉）
- ソルジャーズ・オブ・フューリー（エディ）
- ライフ・アフター・ベス（カイル・オーフマン〈マシュー・グレイ・ギュブラー〉）

2017年
- アイ・イン・ザ・スカイ 世界一安全な戦場（スティーヴ・ワッツ中尉〈アーロン・ポール〉）
- 俺たち喧嘩スケーター2: 最後のあがき（アンダース・ケイン〈ワイアット・ラッセル〉 他）※Netflix版
- 奇跡の絆
- ザ・ベビーシッター（ジェレミー〈マイリス・J・ハーヴェイ〉）※Netflix版

2018年
- 聖杯たちの騎士（バリー〈ウェス・ベントリー〉）
- バンディット（アッティラ・アンブラス〈ベンス・サレー〉）
- ヘレディタリー/継承（ピーター・グラハム〈アレックス・ウルフ〉）

2019年
- アドベンチャー・オブ・アラジン（アラジン〈アダム・ホリック〉）

2020年
- デンジャー・クロース 極限着弾

2023年
- バービー（アーロン〈コナー・スウィンデルズ〉）

#### ドラマ
2011年
- オレのことスキでしょ。
- NCIS:LA 〜極秘潜入捜査班 シーズン1（ドミニク・ヴェイル〈アダム・ジャマル・クレイグ〉）
- CSI:マイアミ9
- ボディ・オブ・プルーフ 死体の証言
- ミディアム7 最終章
- 私の期限は49日

2012年
- アンフォゲッタブル 完全記憶捜査
- スーパーナチュラル シーズン7
- トップ・シェフ
- ファントム（パク・ギヨン）
- PERSON of INTEREST 犯罪予知ユニット
- ミッシング
- リンガー 〜2つの顔〜

2013年
- エレメンタリー ホームズ&ワトソン in NY
- 太陽を抱く月
- ナイジェラキッチン
- ラコニア号 知られざる戦火の奇跡

2014年
- ドクター・フー ニュー・ジェネレーション（ゴッホ〈トニー・カラン〉、学芸員〈トム・ベイカー〉） 他）
- やってないってば!（ギャレット〈ペイトン・クラーク〉）

2015年
- 殺人を無罪にする方法（アッシャー・ミルストーン〈マット・マクゴーリ〉）

2019年
- 13の理由（ブライス・ウォーカー）※Netflixオリジナルドラマ

2020年
- クイーンズ・ギャンビット（ハリー・ベルティック〈ハリー・メリング〉）

2025年
- パルス（コール〈ジャック・バノン〉）

#### アニメ
2012年
- モーターシティ（ジュニア）
- レゴ フレンズ（ベン、ケロッグ議員 他）

2014年
- アルティメット・スパイダーマン（トライトン）
- おっはよー!アンクル・グランパ（ナイスベアー、タイニーミラクル、ヘンテコマン 他）
- きかんしゃトーマス（2014年 - 2022年、オリバー、スリップコーチ（1号車）、レックス、オリバー〈ショベルカー〉、ヒューゴ、ジェム・コール、ファーマー・フィニー、トニー、ラジブ、マルシオ 他）
  - きかんしゃトーマス 探せ!!謎の海賊船と失われた宝物
  - きかんしゃトーマス とびだせ!友情の大冒険
  - きかんしゃトーマス Go!Go!地球まるごとアドベンチャー
  - きかんしゃトーマス チャオ!とんでうたってディスカバリー!!

- 進め!?魔法のクリスタル探し隊（ロデリック卿）

2017年
- マイティ・マジソード

2019年
- あっちいって ユニコーン!（ユニコーン）
- トムとジェリー ショー（トムの影、リス、シェフ、ウィンストン、ヘクター、透明ネコ、天気予報士、幽霊、天使のトム、エド、ディレクター、パパ 他）

2021年
- 天官賜福（小彭） - 2シリーズ

### テレビ番組
- 日立 世界・ふしぎ発見!（声の出演）
- 天才てれびくんhello,（電空住人の声）

### ラジオ
- 大井町クリームソーダのシュワシュワオーバーフロー・エコータイム（2017年 - 、HiBiKi Radio Station）※準レギュラー
- 海鮮納豆ばくだん（2021年 - 、ラジ友）

### オーディオブック
- 勇者と勇者と勇者と勇者（2019年、朗読＆ヴォルフ[30]）
- 《このラブコメがすごい！！》堂々の三位!（2021年、柿季ゆずる[31]）
- 塩対応の佐藤さんが俺にだけ甘い（2021年、佐藤和玄 ほか[31]）
- これは学園ラブコメです。（2021年[32]、朗読 ほか[33]）
- 俺の立ち位置はココじゃない!（2021年、朗読 ほか[34]）
- 賢い子に育てる 最高の勉強法（2021年、朗読[35]）
- きゃくほんかのセリフ!（2022年、朗読＆竹田雲太[36]）
- 異世界に召喚されなかったから、現実世界にダンジョンを作ってやりたい放題（2023年、山田田助[37]）

### 舞台
- ほろほろはいあ～りゅ
  - 第0回朗読公演「きぶんはいかが」（2015年6月27日、四谷LiveHouse mono）[38]
  - 第1回公演「きぶんはいかがか」（2016年11月26日、巣鴨ふれあい劇場 / 2016年11月27日、下北沢Half Moon Hall）
- 大井町クリームソーダ[39]
  - オムニバスストーリー「天使のお仕事」（2015年10月18日 - 19日、池袋GEKIBA）
  - オムニバスストーリー「ワンルーム★ワンダフル」（2016年6月11日 - 12日、ウェストエンドスタジオ）
  - サイバーパンク・ラブストーリー（2016年12月10日 - 11日、TACCS1179）
  - ABIKO（2017年10日20日 - 22日、TACCS1179）
  - 巡愛奇譚（2018年6月22日 - 24日、シアターグリーン BIG TREE THEATER）
  - クリコとクリオの2週間（2019年12月5日 - 15日、萬劇場）
- 第5回 81LIVE SALON ～霜月はWARMでJOINなドラマの朗読ライブ～ プロデュースby絵空事計画（2015年11月14日、81LIVE SALON）[40]
- フスプ Vol.1 「よろず屋オールトレーズ」（2017年1月27日 - 29日、新宿シアターブラッツ）[41]
- オールナイトニッポン55周年記念公演 朗読劇｢太陽のかわりに音楽を。2022｣（2022年5月12日・16日、博品館劇場）
- 音楽朗読劇「フェルメール・ブルー」（2022年8月5日、TOKYO FMホール） - テオ・ファン・ウェインハールデン 役[42]

### イベント
- 大井町クリームソーダ[43]
  - "TALK!"「悪魔のお休み」
  - "TALK!"「おしゃべりの部屋」
  - "TALK!" 「サイバーパンク・トークショー」
  - "TALK!" 「スーパーヒツマブシトークライブ」
  - "TALK!" 「スーパーサザヅカファンタジー」
  - "TALK!" 「ウルトラカンナイエクスタシー」
  - "TALK!" 「巡愛奇譚 語らい会」
  - "TALK!" 「メッチャタコヤキトークショー」
  - "TALK!" 「スーパーサザヅカファンタジーR」
  - "TALK!" 「ハイパー牛タントークショー」
- 中島ヨシキのフブラジ イベント「小田柿悠太と愉快な仲間たち」[44]

### その他コンテンツ
- 押忍!声優道場!!
- 始まりの魔法使い 朗読オーディオドラマ（2018年、ダルガ[45]）